# Чемпіонат України із шахів 2007
76-й чемпіонат України із шахів, що проходив у Харкові з 17 по 25 листопада 2007 року, за швейцарською системою у 9 турів при 28 учасниках.

## Загальна інформація
- Категорія турніру (середній рейтинг учасників) — ХІ (2520)
- Головний суддя: Леонід Боданкін (Київ)
- Місце проведення: Палац студентів національного університету «Юридична академія України імені Ярослава Мудрого» (вул. Пушкінська, 88)

За відсутності найсильніших шахістів України, де з десяти гросмейстерів, які входять в топ-100 світового рейтингу (див.нижче), участь в чемпіонаті України взяв лише чемпіон України 2003 року донетчанин Євген Мірошниченко, чемпіоном України 2007 року став 21-річний представник Харківської області Валерій Авескулов.
Відсутність лідерів українських шахів в чемпіонаті України була зумовлена тим, що більшість з них в ті самі терміни виступали на кубку світу ФІДЕ 2007 року, а також не в останню чергу невисоким, за міжнародними стандартами, призовим фондом — перший приз чемпіонату склав 15 тис. грн. (для порівняння: Василь Іванчук за перемогу в дводенному чемпіонаті світу з бліцу в Москві  отримав чек на 25 тис. доларів).
Десятка найкращих шахістів України станом на 1 жовтня 2007 року.
| Місце в Україні (у світі) | Шахіст              | Рейтинг |
| ------------------------- | ------------------- | ------- |
| 1 (2)                     | Василь Іванчук      | 2787    |
| 2 (21)                    | Руслан Пономарьов   | 2705    |
| 3 (24)                    | Сергій Карякін      | 2694    |
| 4 (26)                    | Павло Ельянов       | 2691    |
| 5 (33)                    | Андрій Волокитін    | 2678    |
| 6 (58)                    | Євген Мірошниченко  | 2651    |
| 7 (65)                    | Олександр Моїсеєнко | 2646    |
| 8 (68)                    | Сергій Федорчук     | 2645    |
| 9 (80)                    | Володимир Баклан    | 2639    |
| 10 (84)                   | Олександр Арещенко  | 2638    |

## Призовий фонд
1. 15 000 гривень
2. 11 000
3. 8 000
4. 7 000
5. 6 000
6. 5 000
7. 4 000
8. 3 000
9. 2 500
10. 2 000
11. 1 500
12. 1 500

Шахісти, які посіли місця з 13 по 28, отримали по 200 грн. за кожне набране очко.

## Регламент турніру
Змагання проводилися у відповідності з правилами шахової гри з використанням електронних годинників та турнірними правилами ФІДЕ.

### Розклад змагань[2]
- Відкриття турніру: 17 листопада (14-00 год)
- Ігрові дні: 17 — 25 листопада, без вихідних
- Закриття турніру: 25 листопада (17-30 год)

Початок партій 1-2, 4-8 тури о 15-00 год, 3 та 9 тури о 11-00 год.

### Контроль часу
- 120 хвилин кожному учаснику на всю партію з доданням 30 сек. після кожного ходу, починаючи з першого.

### Критерії розподілу місць
- 1. За системою коефіцієнтів Бухгольца;
- 2. За системою прогресуючих коефіцієнтів;
- 3. За скороченою системою коефіцієнтів Бухгольца;
- 4. За кількістю перемог;
- 5. За результатом особистої зустрічі.

## Учасники
| 1. Євген Мірошниченко (Донецька область, 2651) 2. Юрій Криворучко (Львівська область, 2598) 3. Михайло Бродський (Харківська область, 2597) 4. Михайло Олексієнко (Львівська область, 2587) 5. Юрій Кузубов (Донецька область, 2582) 6. Юрій Дроздовський (Одеська область, 2567) 7. Юрій Солодовниченко (Херсонська область, 2564) 8. Олександр Зубов (АР Крим, 2556) 9. Олег Романишин (Львівська область, 2547) 10. Валерій Авескулов (Харківська область, 2545) 11. Вадим Шишкін (Київ, 2530) 12. Спартак Височин (Київ, 2524) 13. Адам Тухаєв (АР Крим, 2517) 14. Дмитро Кононенко (Дніпропетровська область, 2513) | 1. Олександр Ковчан (Харківська область, 2507) 2. Ярослав Зінченко (Дніпропетровська область, 2505) 3. Ельдар Гасанов (Харківська область, 2504) 4. Олександр Носенко (Чернігівська область, 2504) 5. Олександр Зубарєв (Запорізька область, 2500) 6. Володимир Маланюк (Севастополь, 2496) 7. Георгій Арзуманян (Харківська область, 2493) 8. Костянтин Тарлєв (Харківська область, 2490) 9. Дмитро Максимов (Дніпропетровська область, 2488) 10. Володимир Роговський (Запорізька область, 2485) 11. Володимир Онищук (Івано-Франківська область, 2469) 12. Володимир Якимов (Черкаська область, 2434) 13. Ігор Коваленко (Дніпропетровська область, 2429) 14. Олександр Трускавецький (АР Крим, 2398) |

## Підсумкова таблиця

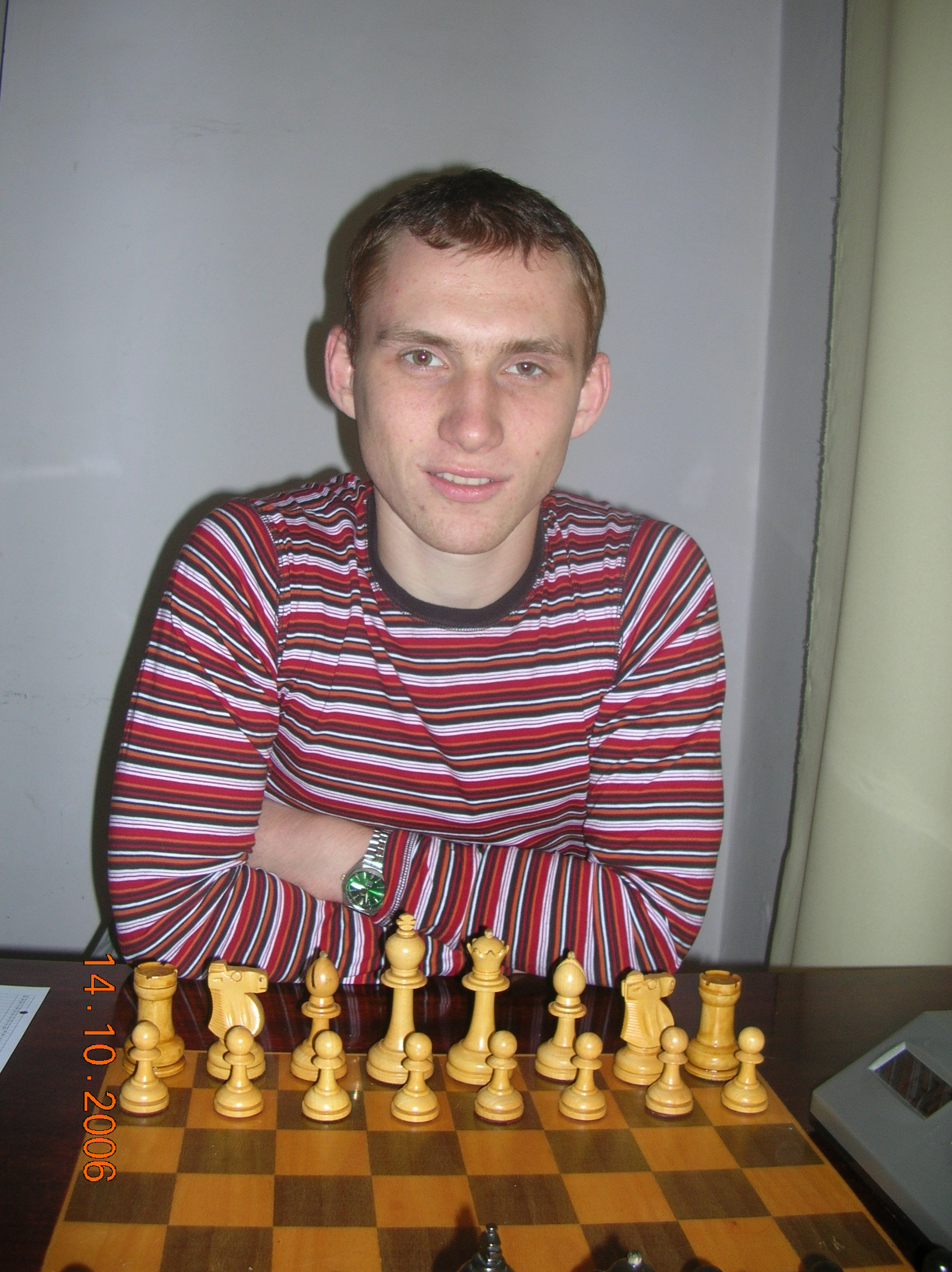
Валерій Авескулов — чемпіон України 2007 року

- М — місце;
- Очки — сума набраних очок (1 за перемогу шахіста, ½ за нічию, 0 — за поразку);
- Курсивом — місце суперника;
- Б/Ч  — білі/чорні фігури;
- WP  — коефіцієнтів Бухгольца;
- PS  — прогресуючий коефіцієнт.

| М  | Шахіст                  | Рейтинг | Очки | WP   | PS   | + | = | - | 1      | 2      | 3      | 4      | 5      | 6      | 7      | 8      | 9      | Перфоменс |
| -- | ----------------------- | ------- | ---- | ---- | ---- | - | - | - | ------ | ------ | ------ | ------ | ------ | ------ | ------ | ------ | ------ | --------- |
| 1  | Валерій Авескулов       | 2545    | 6½   | 44,5 | 35,0 | 5 | 3 | 1 | 26 Ч 1 | 22 Б 1 | 10 Ч ½ | 2 Б ½  | 5 Б 1  | 7 Ч 1  | 6 Б ½  | 3 Ч 0  | 9 Б 1  | 2687      |
| 2  | Євген Мірошниченко      | 2651    | 6    | 47,0 | 30,5 | 3 | 6 | 0 | 6 Б ½  | 4 Ч 1  | 7 Б ½  | 1 Ч ½  | 24 Б 1 | 13 Ч ½ | 8 Б 1  | 9 Ч ½  | 3 Б ½  | 2647      |
| 3  | Юрій Кузубов            | 2582    | 6    | 44,0 | 29,0 | 3 | 6 | 0 | 27 Б ½ | 9 Ч 1  | 13 Б ½ | 24 Ч ½ | 11 Б ½ | 5 Ч ½  | 7 Б 1  | 1 Б 1  | 2 Ч ½  | 2665      |
| 4  | Ельдар Гасанов          | 2504    | 6    | 42,0 | 26,5 | 4 | 4 | 1 | 18 Ч ½ | 2 Б 0  | 22 Ч ½ | 26 Б 1 | 12 Б 1 | 11 Ч 1 | 5 Б ½  | 6 Ч ½  | 13 Б 1 | 2670      |
| 5  | Юрій Криворучко         | 2598    | 5½   | 46,5 | 28,0 | 3 | 5 | 1 | 20 Ч ½ | 19 Б 1 | 8 Ч ½  | 10 Б 1 | 1 Ч 0  | 3 Б ½  | 4 Ч ½  | 16 Б 1 | 6 Ч ½  | 2596      |
| 6  | Олександр Ковчан        | 2507    | 5½   | 46,0 | 28,0 | 2 | 7 | 0 | 2 Ч ½  | 18 Б ½ | 14 Ч ½ | 17 Б 1 | 20 Ч 1 | 8 Б ½  | 1 Ч ½  | 4 Б ½  | 5 Б ½  | 2639      |
| 7  | Юрій Дроздовський       | 2567    | 5    | 45,5 | 26,0 | 3 | 4 | 2 | 15 Ч ½ | 23 Б 1 | 2 Ч ½  | 8 Б ½  | 10 Ч 1 | 1 Б 0  | 3 Ч 0  | 11 Б ½ | 19 Ч 1 | 2568      |
| 8  | Адам Тухаєв             | 2517    | 5    | 44,0 | 27,5 | 2 | 6 | 1 | 9 Б ½  | 27 Ч 1 | 5 Б ½  | 7 Ч ½  | 13 Б 1 | 6 Ч ½  | 2 Ч 0  | 14 Б ½ | 10 Ч ½ | 2579      |
| 9  | Ігор Коваленко          | 2429    | 5    | 42,5 | 24,5 | 3 | 4 | 2 | 8 Ч ½  | 3 Б 0  | 19 Ч ½ | 28 Б 1 | 14 Ч ½ | 15 Б 1 | 18 Ч 1 | 2 Б ½  | 1 Ч 0  | 2595      |
| 10 | Володимир Онищук        | 2469    | 5    | 40,5 | 27,0 | 3 | 4 | 2 | 28 Ч 1 | 14 Б 1 | 1 Б ½  | 5 Ч 0  | 7 Б 0  | 18 Ч ½ | 23 Б 1 | 13 Ч ½ | 8 Б ½  | 2586      |
| 11 | Спартак Височин         | 2524    | 5    | 40,5 | 24,0 | 2 | 6 | 1 | 23 Ч ½ | 15 Б ½ | 20 Ч ½ | 22 Б 1 | 3 Ч ½  | 4 Б 0  | 19 Ч ½ | 7 Ч ½  | 18 Б 1 | 2553      |
| 12 | Михайло Олексієнко      | 2587    | 5    | 38,0 | 21,5 | 4 | 2 | 3 | 19 Ч ½ | 20 Б ½ | 15 Ч 0 | 23 Б 1 | 4 Ч 0  | 22 Б 1 | 16 Ч 0 | 24 Б 1 | 14 Ч 1 | 2531      |
| 13 | Олександр Зубов         | 2556    | 4½   | 44,0 | 27,0 | 2 | 5 | 2 | 25 Ч 1 | 24 Б ½ | 3 Ч ½  | 15 Б 1 | 8 Ч 0  | 2 Б ½  | 14 Ч ½ | 10 Б ½ | 4 Ч 0  | 2528      |
| 14 | Олег Романишин          | 2547    | 4½   | 41,0 | 24,5 | 2 | 5 | 2 | 21 Б 1 | 10 Ч 0 | 6 Б ½  | 25 Ч ½ | 9 Б ½  | 24 Ч 1 | 13 Б ½ | 8 Ч ½  | 12 Б 0 | 2504      |
| 15 | Володимир Маланюк       | 2496    | 4½   | 40,5 | 22,5 | 2 | 5 | 2 | 7 Б ½  | 11 Ч ½ | 12 Б 1 | 13 Ч 0 | 18 Б ½ | 9 Ч 0  | 22 Б 1 | 19 Б ½ | 16 Ч ½ | 2519      |
| 16 | Дмитро Кононенко        | 2513    | 4½   | 34,5 | 19,5 | 3 | 3 | 3 | 22 Ч 0 | 26 Б ½ | 23 Ч 0 | 21 Б ½ | 28 Ч 1 | 25 Б 1 | 12 Б 1 | 5 Ч 0  | 15 Б ½ | 2501      |
| 17 | Юрій Солодвиченко       | 2564    | 4½   | 33,5 | 18,0 | 3 | 3 | 3 | 24 Б 0 | 16 Ч ½ | 21 Б 1 | 6 Ч 0  | 23 Б 0 | 27 Ч ½ | 26 Б 1 | 20 Ч ½ | 22 Б 1 | 2478      |
| 18 | Михайло Бродський       | 2597    | 4    | 42,0 | 21,5 | 1 | 6 | 2 | 4 Б ½  | 6 Ч ½  | 24 Ч ½ | 20 Б ½ | 15 Ч ½ | 10 Б ½ | 9 Б 0  | 23 Ч 1 | 11 Ч 0 | 2442      |
| 19 | Олександр Носенко       | 2504    | 4    | 40,0 | 20,5 | 1 | 6 | 2 | 12 Б ½ | 5 Ч 0  | 9 Б ½  | 27 Ч ½ | 25 Б 1 | 23 Ч ½ | 11 Б ½ | 15 Ч ½ | 7 Б 0  | 2471      |
| 20 | Ярослав Зінченко        | 2505    | 4    | 40,0 | 20,0 | 0 | 8 | 1 | 5 Б ½  | 12 Ч ½ | 11 Б ½ | 18 Ч ½ | 6 Б 0  | 21 Ч ½ | 24 Б ½ | 17 Б ½ | 26 Ч ½ | 2495      |
| 21 | Дмитро Максимов         | 2488    | 4    | 32,5 | 15,5 | 1 | 6 | 2 | 14 Ч 0 | 28 Б ½ | 17 Ч 0 | 16 Ч ½ | 26 Б ½ | 20 Б ½ | 25 Ч ½ | 27 Ч 1 | 23 Б ½ | 2465      |
| 22 | Олександр Трускавецький | 2398    | 3½   | 41,0 | 19,5 | 3 | 1 | 5 | 16 Б 1 | 1 Ч 0  | 4 Б ½  | 11 Ч 0 | 27 Б 1 | 12 Ч 0 | 15 Ч 0 | 28 Б 1 | 17 Ч 0 | 2449      |
| 23 | Володимир Якимов        | 2434    | 3½   | 41,0 | 19,0 | 2 | 3 | 4 | 11 Б ½ | 7 Ч 0  | 16 Б 1 | 12 Ч 0 | 27 Ч 1 | 19 Б ½ | 10 Ч 0 | 18 Б 0 | 25 Ч ½ | 2455      |
| 24 | Георгій Арзуманян       | 2493    | 3½   | 40,5 | 21,5 | 1 | 5 | 3 | 17 Б 1 | 13 Ч ½ | 18 Б ½ | 3 Б ½  | 2 Ч 0  | 14 Б 0 | 20 Ч ½ | 12 Ч 0 | 28 Б ½ | 2489      |
| 25 | Костянтин Тарлєв        | 2490    | 3½   | 34,0 | 17,0 | 1 | 5 | 3 | 13 Б 0 | 17 Б ½ | 28 Ч 1 | 14 Б ½ | 19 Ч 0 | 16 Ч 0 | 21 Б ½ | 26 Ч ½ | 27 Б ½ | 2441      |
| 26 | Володимир Роговський    | 2485    | 3    | 38,0 | 13,5 | 0 | 6 | 3 | 1 Б 0  | 16 Ч ½ | 27 Б ½ | 4 Ч 0  | 21 Ч ½ | 28 Б ½ | 17 Ч 0 | 25 Б ½ | 20 Б ½ | 2390      |
| 27 | Олександр Зубарєв       | 2500    | 3    | 35,5 | 15,0 | 0 | 6 | 3 | 3 Ч ½  | 8 Б 0  | 26 Ч ½ | 19 Б ½ | 22 Ч 0 | 17 Б ½ | 28 Ч ½ | 21 Б 0 | 25 Ч ½ | 2381      |
| 28 | Вадим Шишкін            | 2530    | 2    | 35,0 | 8,0  | 0 | 4 | 5 | 10 Б 0 | 21 Ч ½ | 25 Б 0 | 9 Ч 0  | 16 Б 0 | 26 Ч ½ | 27 Б ½ | 22 Ч 0 | 24 Ч ½ | 2254      |